# Roger Sławski

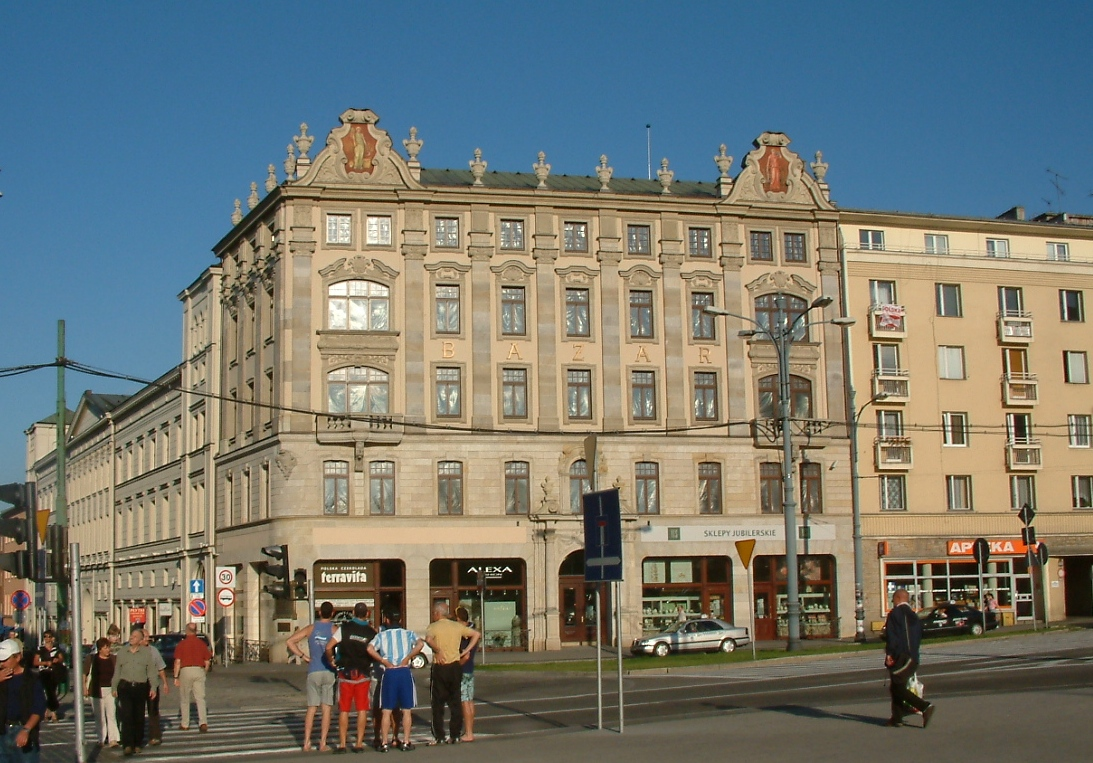
Hotel Bazar w Poznaniu

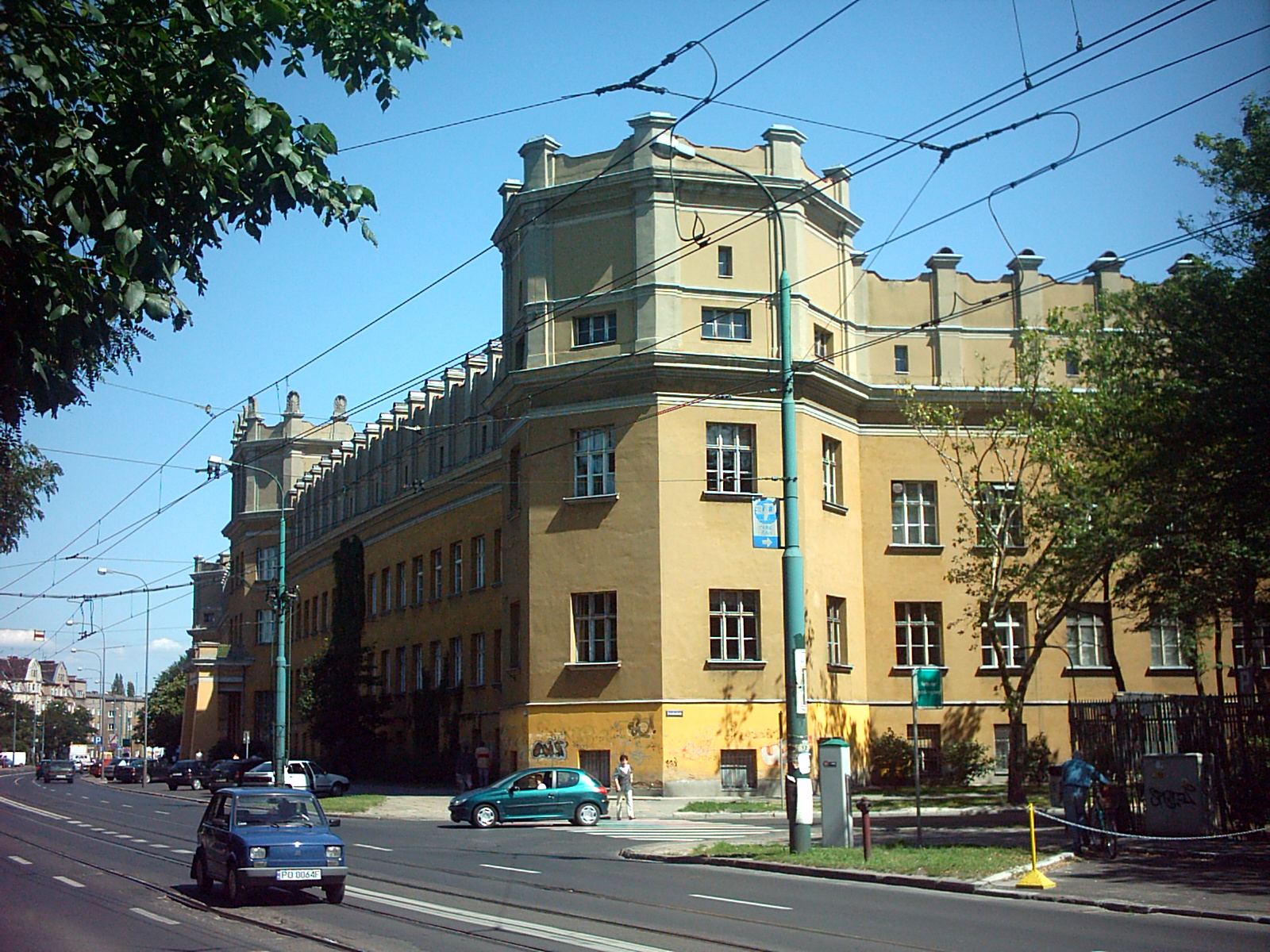
Pałac Rządowy, Pewuka (obecnie Collegium Chemicum w Poznaniu)

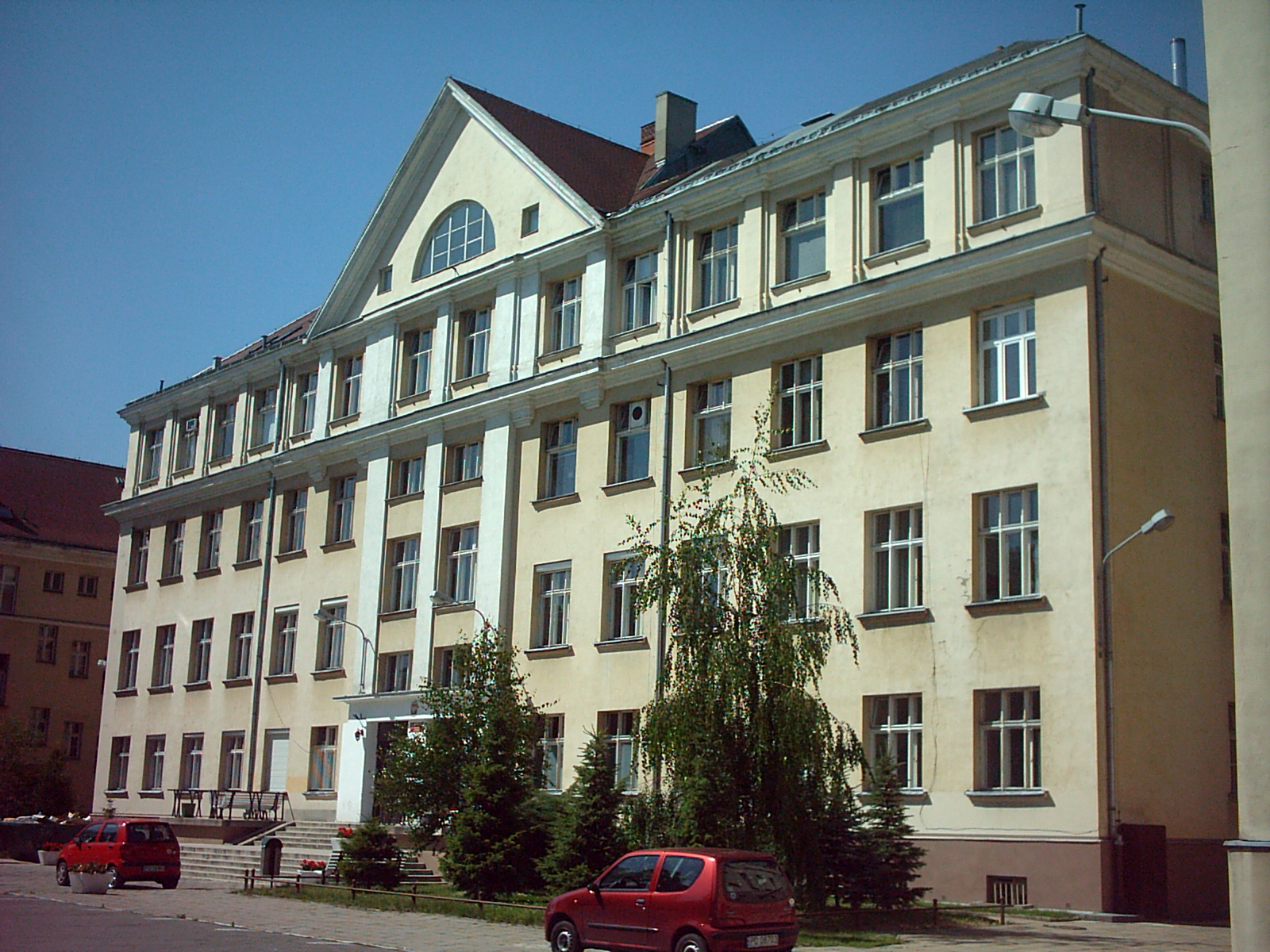
Pałac Kultury i Sztuki, Pewuka (obecnie Collegium Anatomicum w Poznaniu)

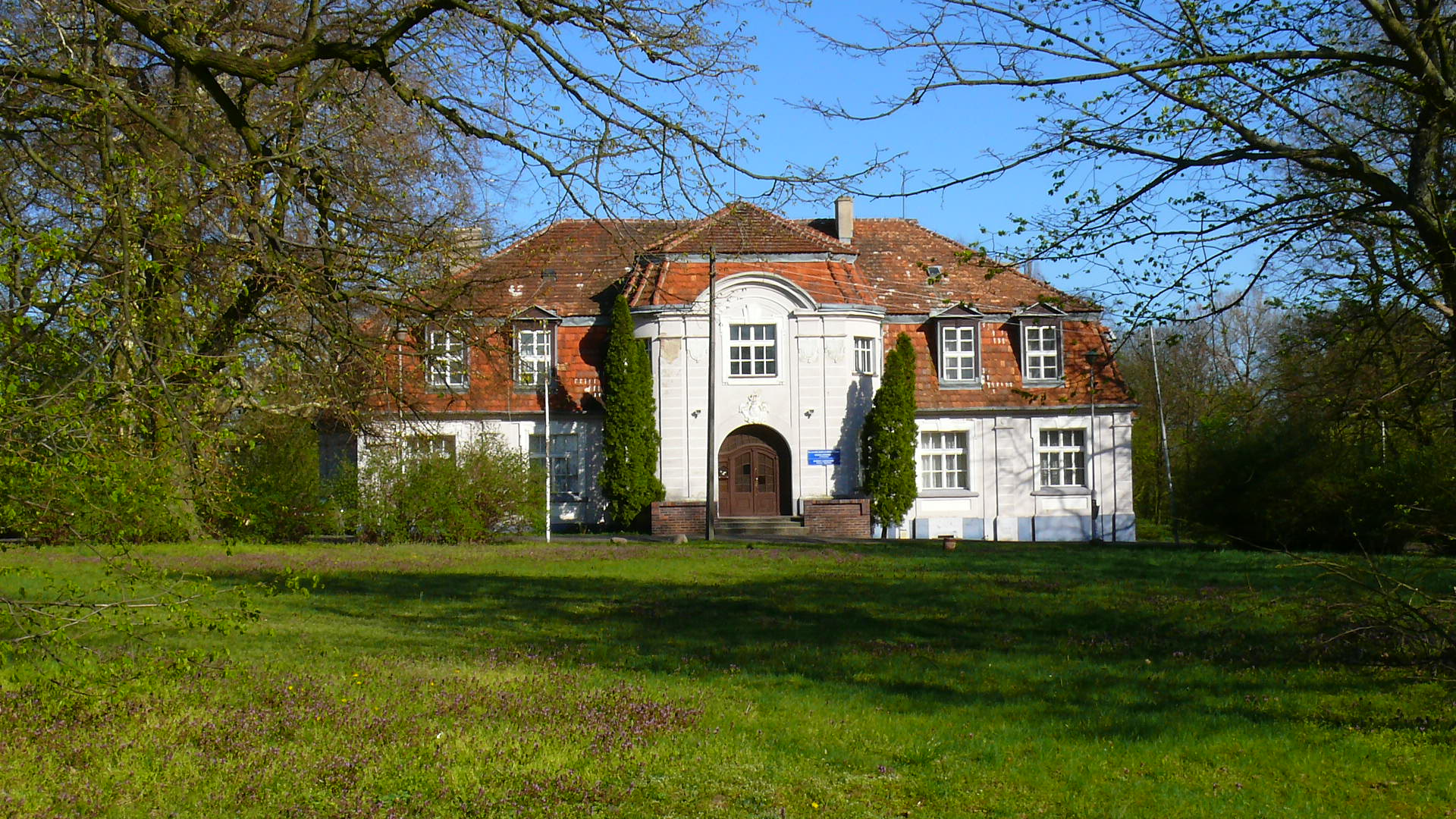
Dwór na Piotrowie (Poznań)

Roger Sławski (ur. 24 marca 1871 w Poznaniu, zm. 13 października 1963 tamże) – polski architekt, naczelny architekt Powszechnej Wystawy Krajowej w Poznaniu.

## Życiorys
Urodził się w rodzinie Stanisława, sędziego w sądzie ziemiańskim, i Konstancji z Ziołeckich. W 1891 ukończył Gimnazjum św. Marii Magdaleny w Poznaniu, a następnie studiował architekturę w Królewskiej Wyższej Szkole Technicznej w Charlottenburgu, którą ukończył w 1895 otrzymując wraz z dyplomem srebrny medal. Do 1897 odbywał praktyki budowlane w Marburgu i Karlsruhe wygrywając liczne konkursy. W latach 1900–1904 pracował w ministerstwie robót publicznych w Berlinie, po czym powrócił do Poznania i otworzył własne biuro projektowe.
W 1920 został naczelnikiem Wydziału Budowlanego w Ministerstwie byłej Dzielnicy Pruskiej, zaś po likwidacji ministerstwa przejął identyczne stanowisko w Urzędzie Wojewódzkim w Poznaniu. W 1927 oficjalnie przeszedł na emeryturę, ale nadal pozostawał czynny zawodowo. W 1929 jako naczelny architekt PeWuKi zorganizował i kierował specjalną pracownią architektoniczną, która miała na celu opracowanie pełnego planu urbanistycznego i architektonicznego terenów wystawowych. W latach 1940–1944 pracował w Poznaniu w biurze E. Lenca.
W 1945 powrócił do zawodu. W 1948 otrzymał nagrodę artystyczną miasta Poznania, w 1951 został na krótko projektantem Międzynarodowych Targów Poznańskich, a w latach 1951–1953 kierował biurem projektowym Pracowni Konserwacji Zabytków w Poznaniu.
Dwukrotnie żonaty: z Zofią Arendt i Walerią Ratajczak, miał dwoje dzieci: Grzegorza i Helenę. Był stryjem Anieli Sławskiej, historyka sztuki i kustosza.
Zmarł w Poznaniu, pochowany na cmentarzu Zasłużonych Wielkopolan (kwatera 2-34).

## Realizacje
- skrzydło Bazaru Poznańskiego od placu Wolności (1898)
- kościół św. Stanisława Biskupa w Ostrowie Wielkopolskim (w oparciu o projekt Sylwestra Pajzderskiego)
- Kościół św. Wawrzyńca w Kamieńcu
- rozbudowa Kościoła św. Wawrzyńca w Nakle nad Notecią
- rozbudowa Kościoła św. Marcina i Stanisława Biskupa w Rakoniewicach
- kościoły w Zbąszyniu i Strzelcach Wielkich
- Kościół św. Marcina w Kępnie[3]
- Kościół św. Antoniego Padewskiego w Poznaniu (Starołęka)
- skrzydło północne gmachu PTPN w Poznaniu i kamienica frontowa przed PTPN
- kamienica Towarzystwa Ubezpieczeniowego Union
- Bank Ziemi Kaliskiej i Kaliskiego Towarzystwa Wzajemnego Kredytu w Kaliszu[4]
- Bank Ludowy w Środzie Wielkopolskiej
- Domy Ludowe w Janowcu Wielkopolskim i Skoraszewicach
- osiedle robotnicze w Skoraszewicach
- pałace i dwory:
  - Stary Sielec
  - Dłoń
  - Skoraszewice (1908)
  - Stanisławów
  - Bonikowo
  - Krerowo
  - Gorazdowo
  - Goraj Węgierski
  - Chudobczyce
  - Piotrowo (1907)
  - Bnin
  - Czarny Las (przebudowa)
  - Strońsk
  - Oporów (rozbudowa)
  - Góra
  - Cichowo (1908)
  - Jankowice
  - Swadzim
  - Dakowy
  - Wolsztyn (1911)
  - Węgierskie (przebudowa)[5]
- domy studenckie przy al. Niepodległości i na Sołaczu w Poznaniu
- osiedle domów urzędniczych przy ul. Kościuszki w Poznaniu
- kaplica w zespole klasztornym Karmelitanek Bosych w Poznaniu na Łazarzu
- liczne obiekty PeWuKi, m.in. fontanna w Parku Wilsona, Hala Przemysłu Ciężkiego, Pawilon Polonji Zagranicą
- odbudowa ratusza po zniszczeniach II wojny światowej
- koncepcje odbudowy odwachu i wagi na Starym Rynku w Poznaniu
- niezrealizowany, pierwotny projekt kościoła Zmartwychwstania Pańskiego w Poznaniu.

## Ordery i odznaczenia
- Krzyż Komandorski Orderu Odrodzenia Polski (28 września 1929)[6][7]

## Nagrody
- nagroda artystyczna miasta Poznania (1948)[8]
- Nagroda Państwowa II stopnia (zespołowa) za wybitne osiągnięcia w odbudowie i wydobyciu artystycznych i historycznych wartości renesansowego Ratusza w Poznaniu (1955)[9]

## Upamiętnienie
Od 24 marca 2012 jest patronem Zespołu Szkół Budowlanych w Poznaniu przy ul. Grunwaldzkiej 152.
Na poznańskim Piątkowie zlokalizowana jest ponadto ulica nazwana jego imieniem.